# Marianus Scottus
Marianus Scottus (en gaélique : Muiredach; † vers 1081 à Ratisbonne) est un moine irlandais, fondateur du monastère Saint-Pierre de Ratisbonne.

## Biographie
Marianus Scottus est vraisemblablement né dans le comté de Donegal ou de Derry et appartient à la famille MacRobartaigh qui était apparentée à la famille O'Donnels qui s'occupait du Cathach (Battle Book of Colmcille). Il écrivait lui-même son surnom avec deux t (Scottus) pour Écossais. En 1067, il part en pèlerinage pour Rome avec deux compagnons nommés Johannes et Candidus. En chemin, il est convaincu d'entrer à l'abbaye de Michelsberg (de) (Mont-Saint-Michel) près de Bamberg en tant que bénédictin. Il est rapporté de façon anachronique que l'évêque Othon de Bamberg l'a persuadé, lui et ses compagnons, de se joindre aux bénédictins. Marianus déménage à Ratisbonne au plus tard en 1074, où il trouve accueil au monastère de chanoinesses de Niedermünster (peut-être avant cela aussi à l'Obermünster (de)) et il produit des manuscrits pour gagner sa vie. 
En 1075-1076, il reçoit la petite église Saint Pierre de l'abbesse de l'Obermünster, où il finit par s'installer et fonder une communauté monastique, qui fut rapidement rejointe par d'autres pèlerins irlandais et qu'il dirigea comme abbé. Le monastère Saint-Pierre, puis l'abbaye Saint-Jacques fondée peu après la mort de Marianus étaient le noyau des Schottenklöster (union de monastères irlandais en Allemagne dont Saint-Jacques était l'abbaye-mère). Marianus est donc considéré comme le père fondateur de ces monastères dits par le peuple « écossais », mais exclusivement irlandais. Au début des années 1080, probablement en 1081, Marianus meurt ; il est bientôt vénéré comme un saint et honoré par une Vita environ cent ans après sa mort (Vita Mariani Scotti), mourut. Ses reliques sont maintenant dans l'autel de l'église Saint-Jacques de Ratisbonne. 
Certains des nombreux manuscrits qu'il a écrits ou du moins qui ont été annotés par lui ont survécu. Les autographes les plus importants de Marianus sont les Épîtres de saint Paul avec des commentaires de l'année 1079, qui sont aujourd'hui conservés à la Bibliothèque nationale autrichienne de Vienne, ainsi qu'un manuscrit composite avec divers textes qu'il a écrits en 1081 et qui a été complété par un autre scribe en 1083. Il a rapidement adapté son écriture, qui était à l'origine influencée par l'irlandais, en minuscules du carolingien continental ; cependant pour les gloses (certaines écrites en gaélique), il a continué à utiliser l'irlandais minuscule. Il n'a jamais travaillé comme calligraphe, exerçant seulement l'activité de scribe. Il travaillait rapidement et parfois jusque tard dans la nuit, comme le montrent ses commentaires dans les manuscrits survivants. Selon la légende, son miracle le plus célèbre est lié à son activité de scribe, car quand il manquait de chandelle pour écrire la nuit, les doigts de sa main gauche auraient commencé à briller pour lui donner la lumière nécessaire.

## Béatification
Il est considéré comme bienheureux par l'Église latine et sa fête est observée localement le 17 avril ou, selon les bollandistes, le 9 février.

## Source de la traduction
- (de) Cet article est partiellement ou en totalité issu de l’article de Wikipédia en allemand intitulé « Marianus Scottus » (voir la liste des auteurs).